# Tripleurospermum tempskyanum
Tripleurospermum tempskyanum là một loài thực vật có hoa trong họ Cúc. Loài này được (Freyn & Sint.) Hayek miêu tả khoa học đầu tiên năm 1931.